# Supreme Player
La Supreme Player è una competizione di Go sudcoreana per professionisti.
Prevede un torneo iniziale per la selezione dello sfidante, che incontra il detentore del titolo in un incontro al meglio delle cinque partite. La competizione è sponsorizzata da Infobell; il vincitore riceve 70 milioni di won, mentre la borsa per l'altro finalista è di 20 milioni di won.
I partecipanti al torneo per la determinazione dello sfidante sono scelti nel seguente modo: il finalista dell'edizione precedente, i restanti 3 migliori arrivati nel torneo dell'edizione precedente, 4 goisti selezionati tramite tornei di qualificazione, 1 goista scelto dalla federazione sudcoreana.
Nelle sue prime quattro edizioni, il torneo è stato vinto da Shin Jin-seo.

## Albo d'oro
| Edizione | Anno | Vincitore    | Punteggio | Finalista      |
| -------- | ---- | ------------ | --------- | -------------- |
| 1        | 2020 | Shin Jin-seo | 3-0       | Park Jung-hwan |
| 2        | 2021 | Shin Jin-seo | 3-2       | Park Jung-hwan |
| 3        | 2022 | Shin Jin-seo | 3-1       | Shin Min-jun   |
| 4        | 2023 | Shin Jin-seo | 3-0       | Park Jung-hwan |
| 5        | 2024 | Shin Jin-seo | 3-0       | Park Jung-hwan |